# Szent hagyomány
A szent hagyomány vagy szenthagyomány, apostoli hagyomány a vallásokban használt kifejezések; a kereszténységben a római katolikus, az ortodox, az asszír és az anglikán egyházakban. A római katolikus egyházban a kinyilatkoztatás egyik forrása, a hitelveknek olyan rangú forrása, mint a Szentírás.

## Kereszténység
A hagyományt három részre osztja a teológia:
- az isteni eredetű hagyomány ugyanolyan értelemben vezethető vissza Istenre, mint a Biblia
- az apostoli eredetű hagyomány a Jézus Krisztustól hatalommal és tekintéllyel felruházott apostoloktól ered
- az egyházi hagyomány az apostoli kor után, az apostolok hatalmával rendelkező egyházi tekintélytől származik.

A gyakorlatban a hagyomány egyenlő az egyházatyák hit és erkölcs dolgában adott egybehangzó és az egyházi tanító hivatal által ortodoxnak minősített tanításával.
A protestáns és resztoránus felekezetek nem fogadják el a "szent hagyomány" isteni eredetét, mert egyedüli hitforrásnak a Bibliát tartják. (→ Sola Scriptura) Nézetük szerint a szükséges hagyományok az ihletett Szentírás részévé váltak, és nem lettek a szájhagyományra bízva, hogy idővel eltorzuljanak vagy tévtanná váljanak.
A görögkeleti teológia hagyomány kritériumának a hívek egybehangzó hitét tartja, amely gyakorlatilag megállapíthatatlan, így ott a hagyomány jelentősége csekély.

### Római katolikus egyház
Az evangélium továbbadása az Úr rendelkezése szerint kettős módon történt: szóban és írásban. Az előbbit, az élő, a Szentlélek ereje általi továbbadást nevezik hagyománynak, amennyiben különbözik a Szentírástól, jóllehet szorosan kapcsolódik hozzá. A hagyomány az apostolokra épül, és azt hagyományozza tovább, amit ők Jézus tanítása és példája nyomán kaptak, illetve a Szentlélektől nyertek.
A Szenthagyomány és a Szentírás szorosan összefonódik és átjárja egymást. Ugyanabból az isteni forrásból fakad mind a kettő, és egynek mondható, egy cél felé irányul. Mindkettő jelenvalóvá és termékennyé teszi az Egyházban Krisztus misztériumát.
A katolikus tanítás szerint a Szenthagyomány Isten szavát sértetlenül származtatja át az apostolok utódaira, hogy őrizzék azt, kifejtsék és terjesszék. Mindebből következik, hogy az Egyház, mint a kinyilatkoztatás megbízott továbbadója és értelmezője, nemcsak a Szentírásból meríti az összes kinyilatkoztatott dolgokra vonatkozó bizonyosságát.
A II. vatikáni zsinat a korábban egymástól mereven elválasztott Bibliát és a hagyományt szorosabb egységben szemléli és az egyházi tanító hivataltól elválaszthatatlannak tartja. 

### Kritikai vélemény
A hagyomány, a Biblia és az egyházi tanítóhivatal egymáshoz való viszonyáról szóló tanítás ellentmondásos. A Biblia és a hagyomány alapján beszélnek ui. az egyházi hivatal tekintélyéről, ugyanakkor a hagyomány és a Biblia körét és tekintélyét az egyházi tanítóhivatal állapítja meg.